# Puente Reina Sofía (Sevilla)
El puente Reina Sofía es un puente de Sevilla (Andalucía, España), que cruza el río Guadalquivir, y se completa con un viaducto sobre el Charco de la Pava y las zonas bajas de San Juan de Aznalfarache (Entre los dos muros de defensa contra las avenidas del río).

## Construcción
Fue construido en el año 1991 como parte de las obras de infraestructuras acometidas en la ciudad con motivo de la celebración de la Exposición Universal de 1992 para aliviar la situación del tráfico del Juan Carlos I, ya saturada en aquellos momentos, y que se vería incrementada al pasar este a formar parte de la ronda de la nueva ronda de Circunvalación SE-30.
Inicialmente, fue construido con 3 carriles, pero pronto, se vio saturado, por lo que se retiraron los pequeños arcenes, y se redujo la anchura de los carriles, para convertirlo en 4 carriles.

## Situación
Partiendo desde la parte norte, es el sexto de los puentes que cruza sobre el brazo vivo del río Guadalquivir. Constituye el nexo de unión entre el barrio de los Remedios (el situado junto a Triana más al oeste de la ciudad), y los importantes núcleos residenciales de la zona sur de la comarca del Aljarafe (San Juan de Aznalfarache, Mairena del Aljarafe, Tomares, Coria del Río, Puebla del Río, Palomares del Río entre otros). Por él, solo se circula de este a oeste (en sentido salida de Sevilla), ya que el sentido contrario, discurre por el Juan Carlos I, puente situado a unos 100 metros aguas abajo.